# Herramienta oscilante

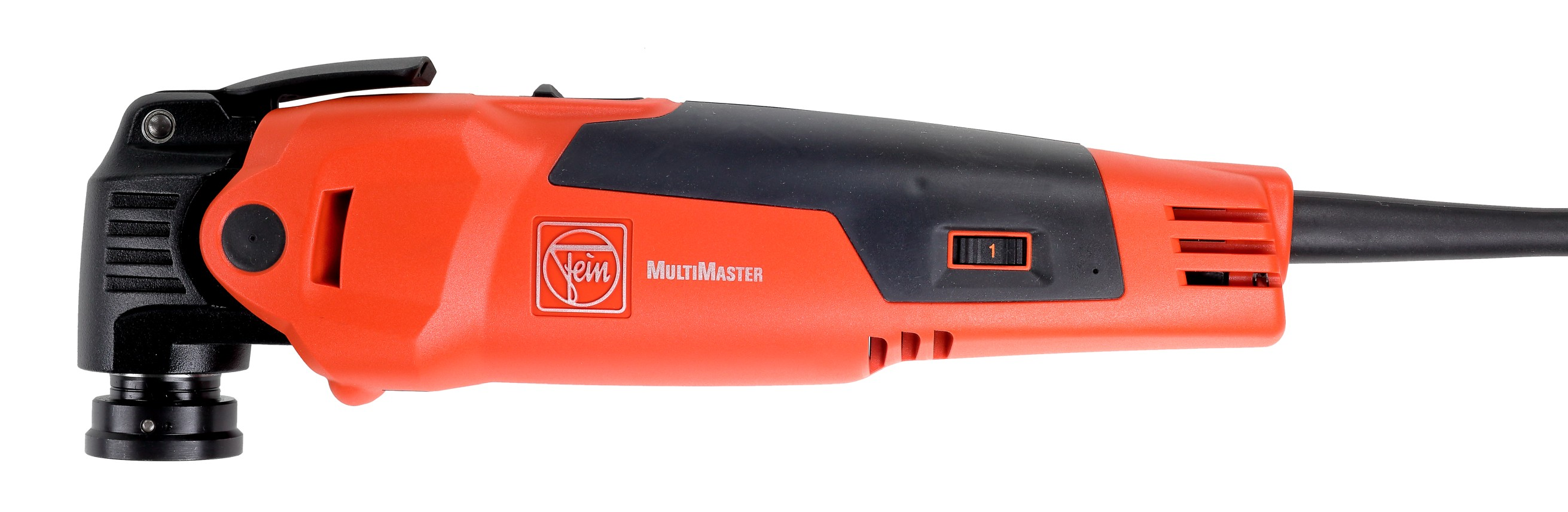
Fein Multimaster sin herramienta

Una herramienta oscilante o herramienta múltiple  es una herramienta eléctrica que oscila (en lugar de girar o aplicar un movimiento alternado), alimentada por batería o red eléctrica. El nombre de "herramienta múltiple" hace referencia a las muchas funciones que puede realizar esta herramienta con la gama de accesorios disponibles. "Master Tool" también es un nombre comercial utilizado en Norteamérica, abreviatura de la herramienta original de Fein llamada Multi-Master. Hay accesorios disponibles para cortar, pulir, esmerilar, rectificar, raspar o abrillantar, pudiendo substituir en ciertos trabajos a la sierra radial a la sierra de calar o incluso a la sierra de marquetería.

## Historia

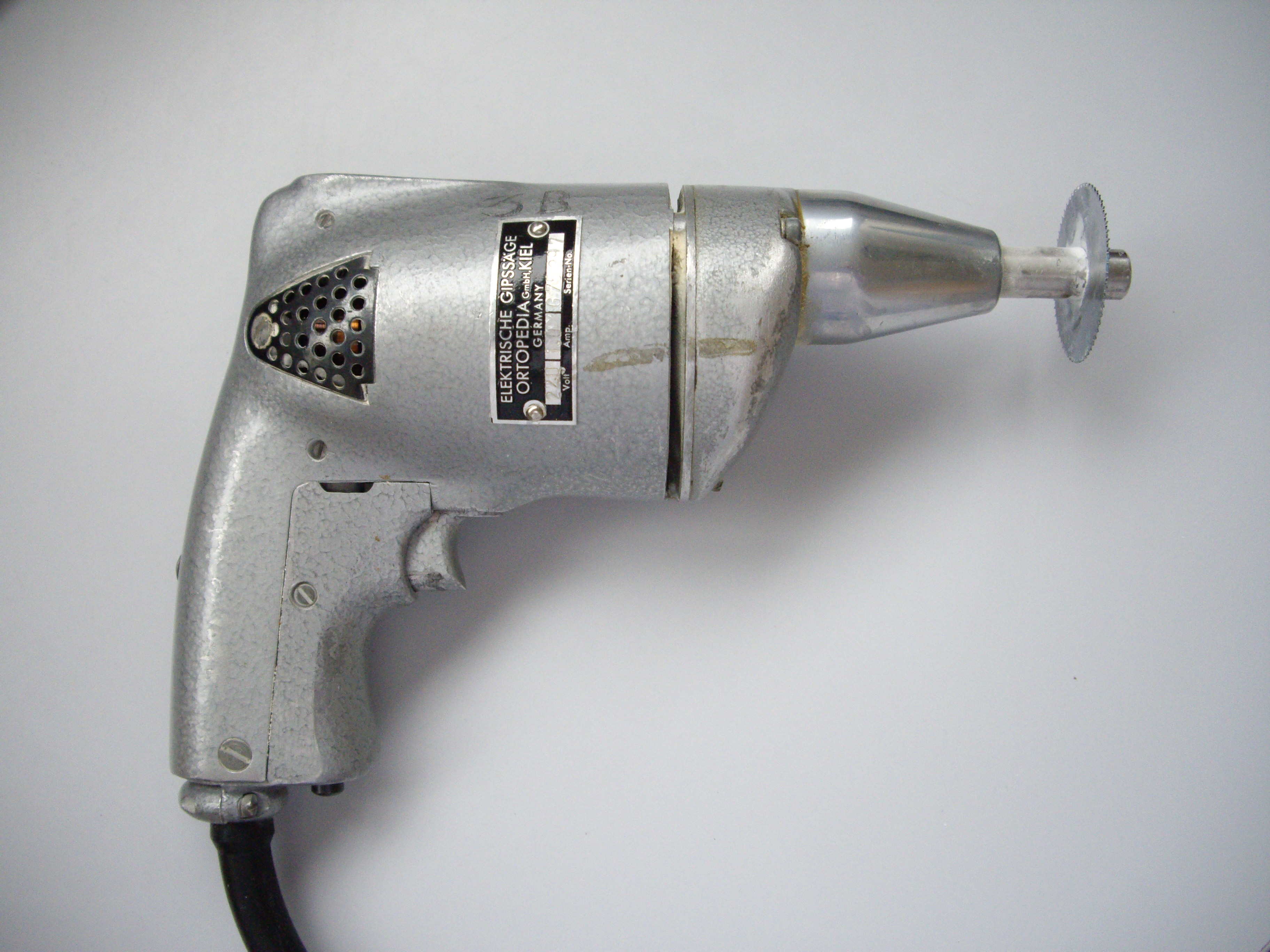
Sierra de yeso (Fein, Kiel)

Este tipo de herramienta oscilante fue desarrollada originalmente por el fabricante alemán Fein en 1967 con la finalidad específica de retirar fácilmente los moldes de escayola de traumatología sin cortar la piel del paciente, parece una sierra circular clàsica, pero vibra en lugar de girar y ha acabado sustituyendo en los hospitales a las tijeras de cortar la escayola ortopédica empleada en casos de fractura de huesos, una vez terminado el tiempo de inmovilización.
Esta sierra fue patentada como "sierra circular con una hoja de sierra de oscilación angular". Com se ha explicado, se empezó a utilizar principalmente en ortopedia para cortar el recubrimiento de yeso de miembros escayolados. Aparte de la sierra de disco completo oscilante (sin rotación) existe la de media luna que es suficiente para cortar el yeso duro sin dañar la piel del paciente. El secreto de estas sierras es que están equipadas con una caja de engranajes reductores que convierten el giro del motor en ese movimiento de oscilación tan eficiente para cortar yeso duro. A partir de la sierra para escayola ortopédica FEIN creó la base de una gama de sofisticadas multi-herramientas eléctricas oscilantes.

## Usos

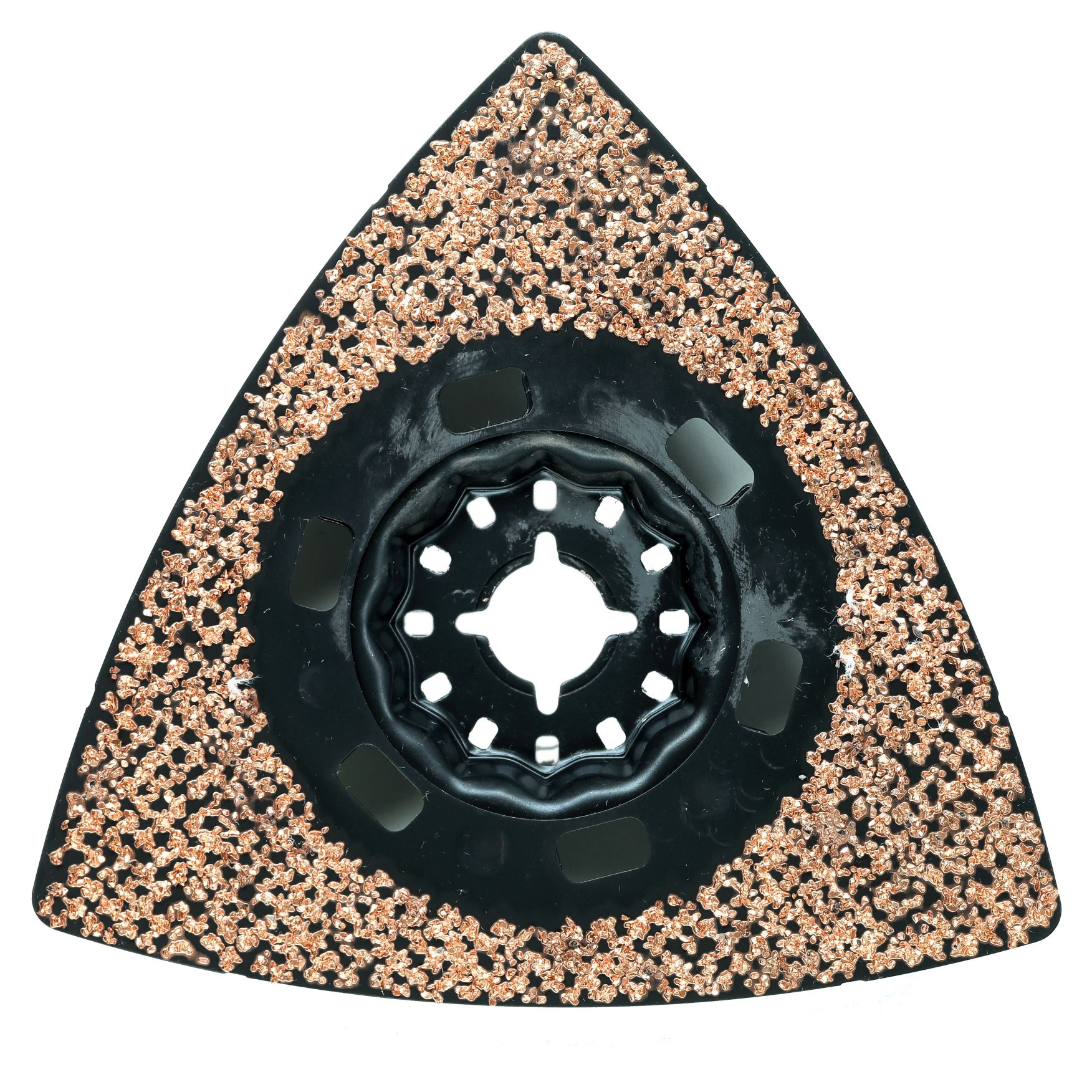
Accesorio abrasivo

El uso de la oscilación de una hoja de sierra delgada permite que la herramienta haga un corte a ras de la superficie colindante. Esto es particularmente útil cuando se instala un pavimento a lo largo de un zócalo, cortando el zócalo para permitir que el tablero se deslice por debajo para obtener un acabado limpio. La forma reducida de estas herramientas y la posibilidad de montar la hoja o el accesorio en cualquier orientación permiten cortar en zonas que de otra forma serían prácticamente inalcanzables. La posibilidad de cortar un agujero preciso hacia el interior una superficie de madera  sin necesidad de desmontar la pieza a trabajar del lugar donde está fijada aumenta mucho la productividad. Se pueden realizar cortes pequeños y precisos incluso en grano final para un ajuste perfecto.
El accesorio se adapta a la herramienta mediante un mecanismo que permite que el accesorio gire rápidamente en un movimiento de ida y vuelta (oscilando). Esto crea una  fricción al usar los accesorios de pulido o movimientos de corte rápidos con los accesorios de sierra y rectificado. El ángulo estrecho de oscilación permite un control preciso sobre la herramienta ya que no choca cómo puede hacer una herramienta giratoria o de zig zag. El ángulo de oscilación crea una fricción creciente cuanto más lejos del centro de la herramienta, ya que esta zona tiene un mayor recorrido. El aumento de la fricción es particularmente evidente con los accesorios de pulido y rectificado triangulares que permiten al operario llegar a esquinas y espacios poco accesibles, una característica exclusiva de este tipo de herramientas eléctricas. Los accesorios de hoja de sierra utilizan el ángulo de oscilación para cortar de la misma manera, que la sierra de escayola.
La hoja oscilante no crea virutas como hace una sierra giratoria, por lo que es necesario mover la herramienta hacia delante y hacia atrás para permitir que el serrín acumulado salga de la zona de corte. Las mejoras en la tecnología de baterías, como la batería de iones de litio, han permitido fabricar herramientas que pueden tener un tamaño y un peso reducidos, pero que funcionan bien para competir con las equivalentes alimentadas con cable de red, liberando al usuario de las restricciones de ese cable.

## Hojas y accesorios

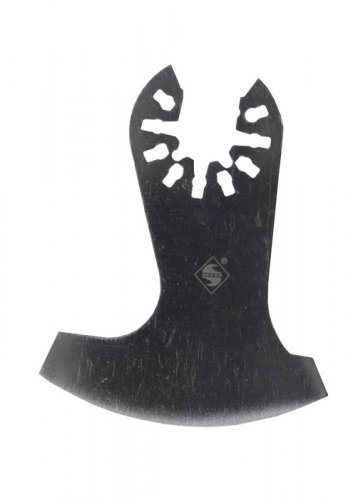
Raspador para una herramienta eléctrica oscilante

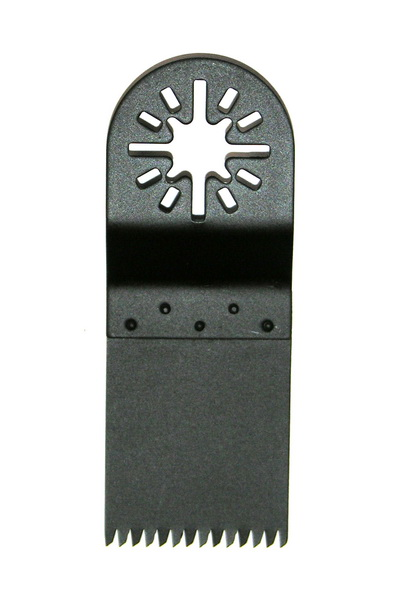
Hoja de sierra para una herramienta eléctrica oscilante

Hay varios accesorios y hojas en el mercado, que permiten a estas máquinas una gran variedad de usos. Las hojas se pueden separar en 5 categorías principales: corte de madera, baldosas y mampostería, esmerilado, cepillado y pulido.             
- Las hojas de corte son hojas de sierra estándar con varias configuraciones de dientes para cortar distintos materiales. Son hojas rectas con los dientes en la punta, que permiten al usuario "sumergir el corte" directamente en el material que está cortando o bien hojas circulares. Las hojas bimetálicas ofrecen dientes más pequeños endurecidos que permiten al usuario cortar metales blandos y los populares "dientes japoneses" tienen dientes grandes que cortan la madera rápidamente pero no pueden cortar metal.
- Los accesorios de baldosas y mampostería están recubiertos de carburo o de diamante y permiten al usuario limpiar entre las baldosas o realizar pequeños trabajos de mampostería.
- Los accesorios de pulido estándar permiten al usuario pulir superficies planas y los accesorios especiales, tales como el kit de pulido de perfiles, permiten realizar trabajos de pulido especiales
- El pulido es posible con la ayuda de almohadillas de pulido que son cada vez más populares.

La fijación del eje de las máquinas multiherramienta ha variado mucho desde que estas máquinas empezaron a fabricarse, con varias máquinas que utilizan una configuración de anclaje propietaria. Algunas compañías de ese nicho de mercado han creado accesorios universales que son compatibles con la mayoría de máquinas multiherramientas oscilantes, pero no con todas.
La interfaz Starlock fue lanzada por el fabricante de herramientas Robert Bosch GmbH y Fein. La interfaz es compatible con otros fabricantes.